# Didymelaceae
Didymelaceae је фамилија „правих дикотиледоних" скривеносеменица. Обухвата само један, номинотипски род (Didymeles) са две врсте зимзелених дрвенастих биљака. Нови класификациони системи (APG II, APG III) укључују ову фамилију у оквире фамилије шимшира (Buxaceae)